# Sinhasani
Sinhasani (nep. सिंहासिनी) – gaun wikas samiti w środkowej części Nepalu w strefie Narajani w dystrykcie Bara. Według nepalskiego spisu powszechnego z 2001 roku liczył on 772 gospodarstw domowych i 4288 mieszkańców (2116 kobiet i 2172 mężczyzn).